# ニンジャ・マック
ニンジャ・マック（Ninja Mack、1989年12月29日 - ）は、アメリカ合衆国のプロレスラー（覆面レスラー）。本名は非公開。ニューヨーク州ロングアイランド出身。

## 来歴
シルク・ドゥ・ソレイユやサム・トレゴ（Sam Trego）プロダクション、Vivo Circusなどで活躍したほか、スタントマンとしても活動。さらにレスリング、総合格闘技、柔術、テコンドー、ムエタイ、ボクシングなどの多彩な格闘技・武道の経験も有する。また、忍者としても活動していたとも語っている。
2015年、プロレスに転向。同年にブッカーTが設立したプロレス団体「リアリティー・オブ・レスリング（Reality of Wrestling）」にて、ニンジャ・マックとしてプロデビューを果たす。
その後はアメリカのゲーム・チェンジャー・レスリング（GCW）、メキシコのAAAなど世界各地のプロレス団体で活動。
2022年4月29日・30日、プロレスリング・ノアの両国国技館2連戦に参戦。5月初旬の興行にも参戦し、ファンやレスラー、関係者などから高い評価を得る。ニンジャ・マックが参戦したすべての興行開催時、Twitterにおいて「ニンジャ」「ニンジャ・マック」がトレンド入りするなど、話題となった。5月5日、ノアと年間出場契約を締結し、同年7月より専属外国人としてレギュラー参戦することが発表された。
10月30日の有明アリーナ大会でHAYATAから勝利を収め、GHCジュニアヘビー級王座を奪取。
2023年3月1日開催の『ジュニア夢の祭典 〜ALL STAR Jr. FESTIVAL 2023〜』では第8試合5WAYマッチに出場。
2024年8月12日のカルッツかわさき大会がプロレスリング・ノアでの最後の興行になるとXにてポスト。
2024年10月24日から開催の新日本プロレス『SUPER Jr. TAG LEAGUE 2024』にザ・DKCとのタッグで出場することが発表された。

## ファイトスタイル
- 抜群の運動神経をもち、難度の高いアクロバティックな技や俊敏な動きを活かしたファイトスタイル。もともとレスリングはしていたが、シルク・ドゥ・ソレイユを経験したことでボディ・コントロールする術と、エンタ―テインメイント性を学び、空中技中でも周囲や観客をしっかり見ることができるのはこの経験を踏まえてのものだという[1]。
- 尊敬するレスラーに、日本なら丸藤正道、アメリカではグレート・ムタ、レイ・ミステリオ、エディ・ゲレロ、ディーン・マレンコを挙げている[1]。共通するのは独創的な動きで、次の世代にも継承していきたいと述べている[1]。
- 動きはパルクール的とも指摘されるが、走ることは好きではなく、武術的なトリッキングを学ぶ上で生まれた動きであるという[1]。

## 得意技
- ニンジャ・ボム

メインの必殺技。フェニックス・スプラッシュ式のダイビング・セントーン。相手をリング上に倒し、自分はコーナーへ駆け上って、コーナートップにリングを背に向けて立つ。その後、空中高く飛び上がると同時に体を約180度ほど捻ってリング方面に体を旋回させ、直後に前方回転で1回転半ほどして、背中から相手の上に落下する。
- ニンジャ・スペシャル

場外にいる相手に向けて、リング内から決める空中殺法。そのため決め技にはならないが、ニンジャ・マックを代表する技となっている。
リングの端から反対側の端に向けて3連続のバック転を決め、その勢いのまま場外の相手にトップロープを越えて後方宙返りしながらぶつかっていく。GCW参戦時に先輩からの助言を受け、ザ・グレート・サスケの技「サスケ・スペシャル」を参考にして考案した。
- ニンジャ・スプラッシュ
- ニンジャ・フリップ
- ニンジャ・キック
- ニンジャ・チョップ
- フェニックス630

## タイトル歴
プロレスリング・ノア
- 第50代GHCジュニアヘビー級王座
- 第2代GHCハードコア王座